# 塔胞藻目
塔胞藻目（学名：Pyramimonadales）为塔胞藻纲的一个目。此目的模式属为塔胞藻属(Pyramimonas)。

## 下级分类
- 多鞭藻科 Polyblepharidaceae P.A. Dangeard, 1889
- Pterospermataceae Lohmann 1904
- 塔胞藻科 Pyramimonadaceae Korshikov, 1938